# Лорікет зелений
Лоріке́т зелений (Vini meeki) — вид папугоподібних птахів родини Psittaculidae. Мешкає на Соломонових островах. Вид названий на честь британського орнітолога і колекціонера Альберта Стюарта Міка.

## Опис
Довжина птаха становить 16 см. Забарвлення переважно зелене, груди, нижня частина живота, гузка і нижні покривні пера крил жовтувато-зелені. Тім'я тьмяно-сизе, задня частина шиї має сильний оливково-коричневий відтінок. Скроні і шия з боків світло-зелені, поцятковані зеленими смугами. Другорядні махові пера знизу поцятковані білувато-жовтими смугами. Хвіст темно-зелений з широкою жовтою смугою на кінці. Нижня чторона хвоста яскраво-жовта. Навколо очей вузькі сірі кільця, райдужки жовті або оранжеві, лапи оранжеві.

## Поширення і екологія
Зелені лорікети мешкають на островах Бугенвіль, Санта-Ісабель, Коломбангара, Гуадалканал, Нова Джорджія і Малаїта, спостерігалися на острові Макіра. Вони живуть у вологих гірських і рівнинних тропічних лісах та на кокосових плантаціях. Зустрічаються зграями по 10-15 птахів (іноді до 30-50 птахів), на висоті від 1000 до 1200 м над рівнем моря, місцями на висоті до 1500 м над рівнем моря. Часто приєднуються до змішаних зграй птахів разом з жовтоволими лорікетами. Ведуть кочовий спосіб життя, живляться пилком, нектаром, квітками і дрібними плодами.

## Збереження
МСОП класифікує стан збереження цього виду як близький до загрозливого. Зелденим лорікетам загрожує знищення природного середовища.